# Reinhardtsgrimma
Reinhardtsgrimma is een plaats en voormalige gemeente in de Duitse deelstaat Saksen, en maakt deel uit van de gemeente Glashütte in het district Sächsische Schweiz-Osterzgebirge.

## Geografie
De plaats bevindt zich 20 km ten zuiden van Dresden en 6 km ten oosten van districtshoofdplaats Dippoldiswalde. Zij ligt op de noordflank van het oostelijk Ertsgebergte op de oevers van de Lockwitzbach tussen de belangrijke rivieren Rote Weisseritz en de Müglitz. De Lockwitzbach kan bij hoge waterstanden in Reinhardtsgrimma door een stuwbekken onder controle worden gehouden.

## Verkeer
De Bundesstraße 170 loopt door het westen van de gemeente, de spoorlijn Müglitztalbahn door het oosten.

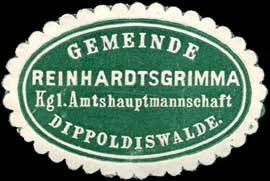
Zegel van de gemeente Reinhardtsgrimma